# علیرضا ذاکر اصفهانی
علیرضا ذاکر اصفهانی (زادهٔ ۱۳۴۰) سیاستمدار و مدرس دانشگاه ایرانی است که در دولت دهم سمت استاندار اصفهان را برعهده داشت. او در دولت نهم به‌عنوان مشاور رئیس‌جمهور و رئیس مرکز تحقیقات استراتژیک فعالیت می‌کرد. وی هم‌اکنون استادیار دانشکده حقوق و علوم سیاسی دانشگاه تهران است.